# Gerhard Holup
Gerhard Holup, né le 10 décembre 1928 et décédé le 2 mars 2012 à Kaarst (à 83 ans), est un entrepreneur et pilote automobile allemand.

## Biographie
Sa carrière en sport mécanique s'étale régulièrement à bord de voitures Porsche exclusivement, de 1972 à 1981, avec une réapparition fructueuse en 1988.
Après avoir régulièrement participé au DARM et au DRM jusqu'en 1976, il réoriente à 48 ans ses objectifs de fin de carrière plus particulièrement vers des courses d'endurance, durant cinq saisons.
Il bâtit l'essentiel de son palmarès alors au côté de son compatriote Edgar Dören, en remportant avec lui les 1 000 kilomètres de Monza sur Porsche 935K3 dans le Championnat du monde des voitures de sport 1981, et contre toute attente les 24 Heures du Nürburgring en 1988 sur une Porsche 911 Carrera RSR vieillissante (à 60 ans), pour deux participations aux 24 Heures du Mans (en 1978 et 1981, sur Porsche 934 puis 935 avec deux abandons). Il termine encore septième des 6 Heures d'Hockenheim en 1977 avec Dören et Eckhard Schimpf, ainsi que des 1 000 kilomètres du Nürburgring en 1979 avec Jürgen Lässig et Hermann-Peter Duge (victoire de classe dans cette dernière compétition), deux fois sur des 934.